# Служба безпеки України
Слу́жба безпе́ки Украї́ни (СБУ) — державний орган спеціального призначення, що виконує правоохоронні функції, які забезпечують державну безпеку України. Підпорядковується Президентові України.

## Історія створення і завдання

Штандарт Голови СБУ

20 вересня 1991 року Верховна Рада України прийняла постанову «Про створення Служби національної безпеки України». Цією ж постановою було ліквідовано Комітет державної безпеки УРСР.
25 березня 1992 року — офіційна дата створення української спецслужби. У цей день Верховна Рада прийняла закон «Про Службу безпеки України». Невдовзі особовий склад СБУ склав присягу на вірність народу. Були прийняті інші закони, що регулюють діяльність СБУ, серед них: «Про контррозвідувальну діяльність», «Про боротьбу з тероризмом», «Про оперативно-розшукову діяльність», «Про організаційно-правові основи боротьби з організованою злочинністю», «Про державну таємницю», «Про боротьбу з корупцією» та інші.
Перед Службою одразу постали надзвичайно серйозні виклики — захист державної безпеки і суверенітету, конституційного ладу, територіальної цілісності і оборонного потенціалу.

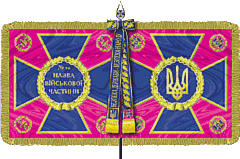
Бойове знамено військової частини СБУ

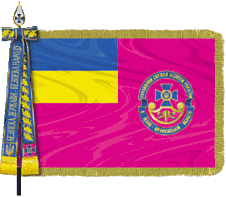
Службовий прапор органу, підрозділу, навчального закладу Служби безпеки України

Пріоритетними функціями Служби безпеки України були встановлені:
- Захист державного суверенітету, конституційного ладу, територіальної цілісності, економічного, науково-технічного, оборонного потенціалу України, законних інтересів держави та прав громадян від розвідувальної діяльності іноземних спецслужб, підривних посягань з боку окремих організацій та осіб;
- попередження, виявлення і викриття злочинів проти миру і безпеки людства, тероризму, корупції й організованої злочинності у сфері управління, економіки та інших протиправних дій, що безпосередньо загрожують життєво важливим інтересам України;
- інформаційно-аналітична діяльність з метою сприяння керівництву України в реалізації зовнішньої та внутрішньої політики України в напрямку побудови держави, зміцнення її обороноздатності та економічного потенціалу, розширення міжнародного співробітництва.
- соціальний контроль, інформаційно-психологічна безпека громадян України, інформаційна протидія політичній дезінформації, дезорганізуючій політичній інформації.

На момент здобуття незалежності Україні перейшла уся чисельна та потужна система органів державної безпеки, що перебувала у підпорядкуванні колишньої КДБ УРСР. На відміну від нинішньої організаційно-штатної структури СБУ, упродовж 1991—2007 рр. у складі Служби безпеки перебували: — органи державної охорони вищих посадових осіб (до 1998 р.), на їх основі створено Управління державної охорони України; — органи та підрозділи зовнішньої розвідки з військовими частинами радіоелектронної розвідки (до 2005 р.), на їх основі створена Служба зовнішньої розвідки України; — органи та підрозділи спеціальних телекомунікаційних систем і захисту інформації з підпорядкованими військами урядового зв'язку (до 2007 р.), на їх основі створена Державна служба спеціального зв'язку та захисту інформації України.
У 2014 році Службу безпеки України вперше залучили до протидії збройній агресії проти України з боку Російської Федерації. Ворожі дії Росії із захоплення Криму та частини Донбасу навесні 2014 року були заздалегідь ретельно підготовлені та з низки причин не зустріли належного опору з боку українських силових і владних структур. Російські спецслужби організовували у містах Східної України численні проросійські мітинги, що нерідко переростали у масові заворушення із блокуванням і захопленням державних установ та військових об'єктів. Місцеві керівники були дезорієнтовані подіями в Києві, перебували під впливом антиукраїнської пропаганди, а в окремих випадках — співпрацювали з ворогом. Особливо це проявилося в Криму, де після окупації лише 213 із 2300 співробітників СБУ виїхали на підконтрольну Україні територію. Напередодні цих подій СБУ очолював Олександр Якименко — громадянин Росії, призначений президентом Віктором Януковичем.
Основне навантаження в зоні АТО, а потім ООС, лягло на Центр спеціальних операцій по боротьбі з тероризмом, захисту учасників кримінального судочинства та працівників правоохоронних органів. Або Центр спеціальних операцій «А» СБУ. Бійці Центру затримали сотні озброєних проросійських терористів та учасників диверсійних груп. Вони першими дають відсіч незаконним збройним формуванням. На жаль, у списку загиблих Героїв з Центру «А» немало прізвищ. У районі проведення ООС співробітники ЦСО «А» виконували покладені на них завдання. Окрім припинення терактів і дій, які загрожують національній безпеці, бійці припиняли діяльність незаконних збройних формувань, захоплювали особливо небезпечних злочинців, звільняли заручників, захищали учасників судових процесів. Зокрема, такий захист необхідний суддям або свідкам у гучних кримінальних провадженнях.

## Структура та напрями діяльності
Загальна структура Служби безпеки України:
- Центральне управління Служби безпеки України;
- регіональні органи;
- органи військової контррозвідки;
- навчальні, наукові, науково-дослідні та інші заклади, установи, організації і підприємства Служби безпеки України.[4]

Центральне управління Служби безпеки України відповідає за стан державної безпеки, координує і контролює діяльність інших органів Служби безпеки України. До його складу входять Апарат Голови Служби безпеки України та структурні підрозділи Служби безпеки України.
Для забезпечення виконання покладених на Службу безпеки України завдань у Центральному управлінні Служби безпеки України та підпорядкованих йому органах відповідно до закону створюються і діють функціональні підрозділи:
- контррозвідки;
- захисту національної державності;
- контррозвідувального захисту інтересів держави у сфері економічної безпеки;
- контррозвідувального захисту інтересів держави у сфері інформаційної безпеки;
- охорони державної таємниці та ліцензування;
- боротьби з корупцією та організованою злочинністю;
- боротьби з тероризмом, захисту учасників кримінального судочинства та працівників правоохоронних органів;
- оперативно-технічних заходів;
- оперативного документування;
- слідчий;
- внутрішньої безпеки;
- інформаційно-аналітичний;
- спеціального зв'язку;
- кадрового, правового, господарського, фінансового, медичного та інших видів забезпечення оперативно-службової діяльності Служби безпеки України.

### Контррозвідувальна діяльність

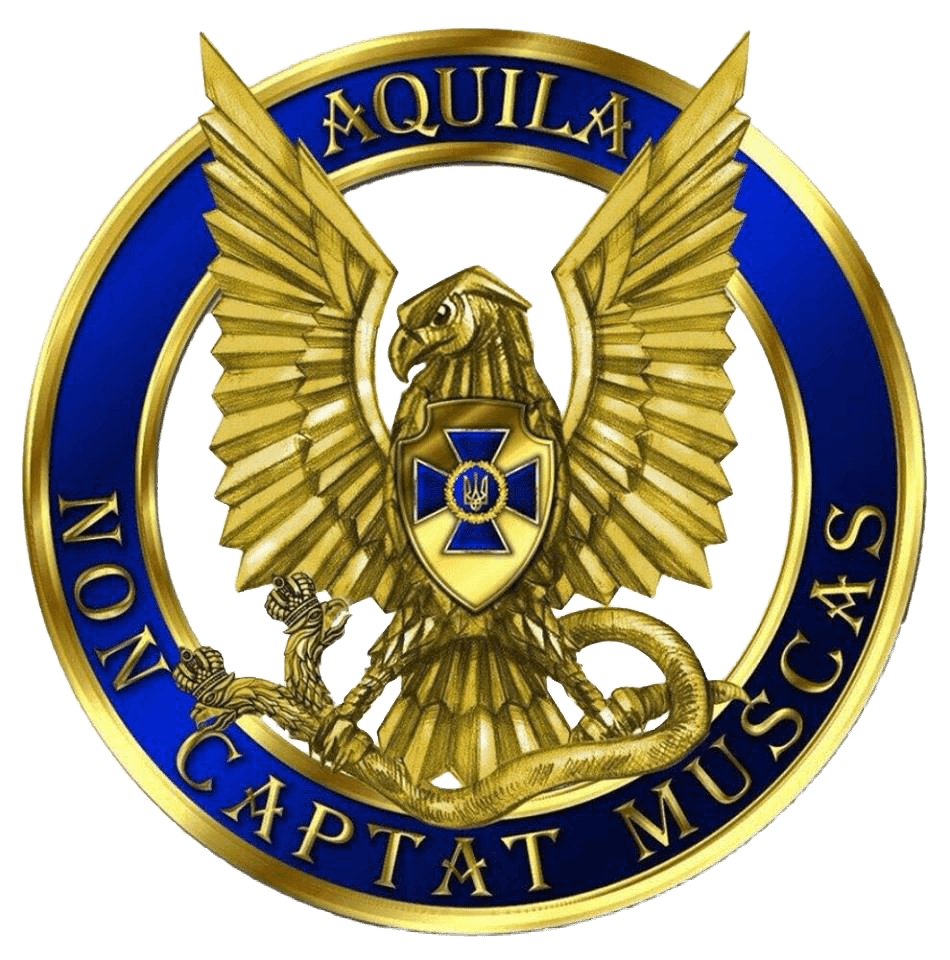
Символіка Департаменту контррозвідки СБУ

Служба безпеки України є спеціально уповноваженим органом України у сфері контррозвідувальної діяльності. Метою контррозвідувальної діяльності є попередження, своєчасне виявлення і запобігання зовнішніх і внутрішніх загроз безпеки України, припинення розвідувальних, терористичних та інших протиправних посягань спеціальних служб іноземних держав, а також організацій, окремих груп та осіб на державну безпеку України, усунення умов, що їм сприяють, та причин їх виникнення. Завданнями контррозвідувальних підрозділів СБУ є добування, аналітична обробка та використання інформації, що містить ознаки або факти розвідувальної, терористичної та іншої діяльності спеціальних служб іноземних держав, а також організацій, окремих груп та осіб на шкоду державній безпеці України; протидія розвідувальній, терористичній та іншій діяльності спеціальних служб іноземних держав, а також організацій, окремих груп та осіб на шкоду державній безпеці України; розробка та реалізація заходів щодо запобігання, усунення та нейтралізації загроз інтересам держави, суспільства і прав громадян. За контррозвідку в Службі безпеки України відповідає Департамент контррозвідки Служби безпеки України. Він має у своєму складі підрозділу та управління контррозвідувального захисту життєво важливих державних інтересів, дипломатичних представництв іноземних держав, науково-технічного потенціалу, промисловості, енергетики, зв'язку, транспорту, Збройних сил та інших військових формувань, військово-технічного співробітництва.

### Інформаційно-аналітична діяльність
Департамент інформаційно-аналітичного забезпечення СБУ збирає, аналізує і систематизує інформацію, що має значення для нормального функціонування країни, державного апарату. Служба безпеки України здійснює інформаційно-аналітичну діяльність з метою сприяння керівництву України в реалізації зовнішньо- та внутрішньополітичного курсу з розвитку держави, зміцнення її обороноздатності та економічного потенціалу, розширення міжнародного співробітництва.

### Контррозвідувальний захист економіки держави
Головне управління контррозвідувального захисту інтересів держави у сфері економічної безпеки СБУ є головним органом в системі СБУ з розробки стратегії та тактики захисту національних економічних інтересів, розкриття і запобігання злочинів в економічній сфері.

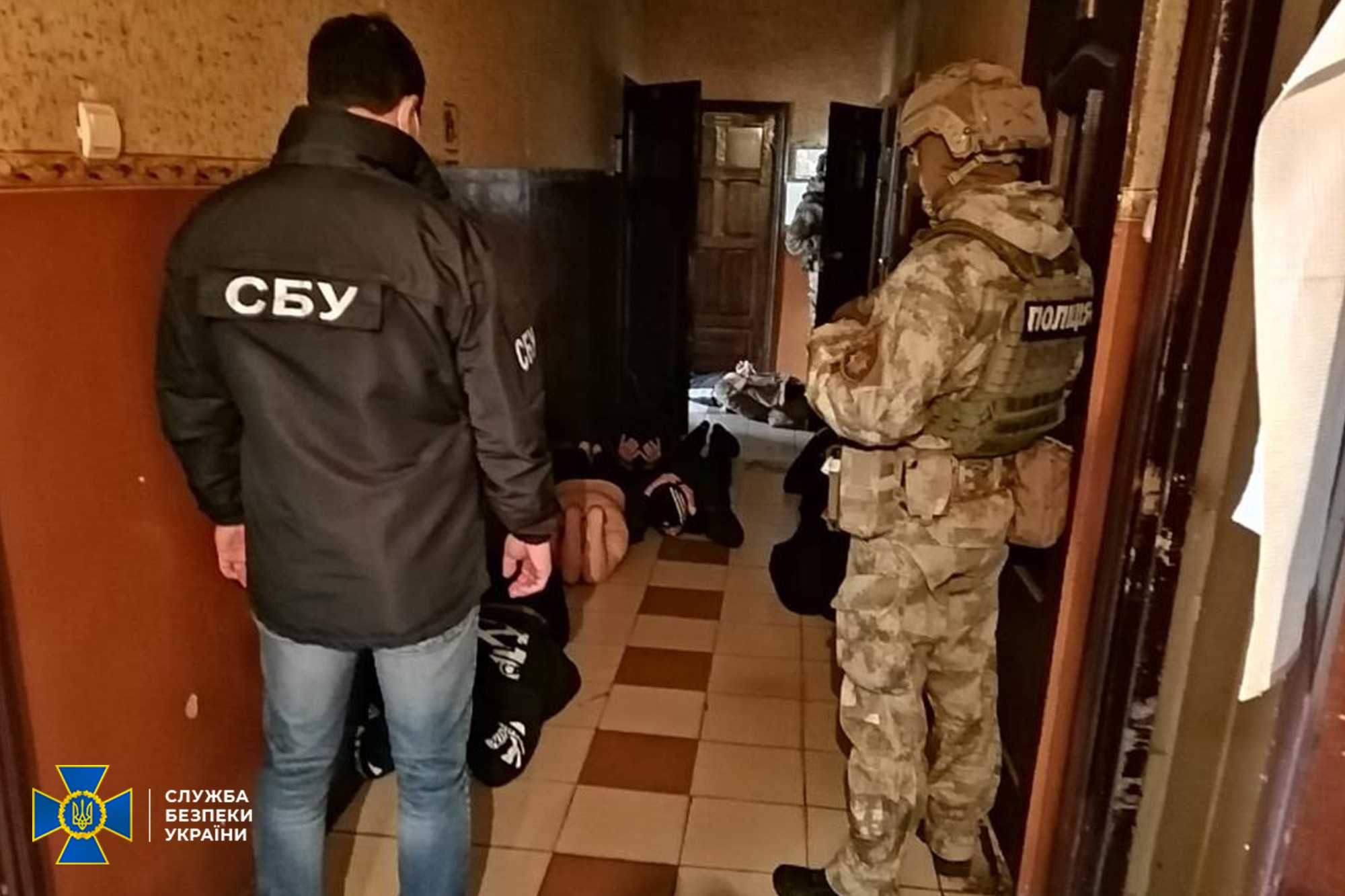

### Захист національної державності
Департамент захисту національної державності (Департамент «Т») СБУ реалізує державну політику у сфері протидії організаціям і окремим особам, метою яких є підрив національної державності, ліквідація незалежності України, зміну конституційного ладу насильницьким шляхом, порушення суверенітету і територіальної цілісності держави, підрив її безпеки, незаконне захоплення державної влади, пропаганда війни, насильства, розпалювання міжетнічної, расової, релігійної та іншої ворожнечі, посягання на права і свободи людини, а також попередження, виявлення і припинення злочинів та інших протиправних діянь, які безпосередньо створюють загрозу життєво важливим інтересам держави і безпеки громадян України та віднесені до компетенції Служби безпеки України, реалізує профілактику злочинів у цій сфері. Для цього Департамент має у своєму підпорядкуванні розгалужену агентурну мережу в сфері вищої освіти, в політичних партіях, рухах, об'єднаннях громадян, органах державної влади, молодіжних рухах, наукових і культурних організаціях. Також Департамент відстежує вплив зарубіжних політичних діячів, організацій, партій на питання державного ладу і суверенітету.
В ході російського вторгнення в Україну (з 2022) СБУ розробила, виготовляла та використовувала низку безпілотних надводних апаратів для атак на російські кораблі та берегові споруди. Зокрема, до таких безпілотних апаратів належать Sea Baby та «Мамай».

### Боротьба з корупцією та організованою злочинністю

Емблема Головного управління «К» СБУ

Серед інших завдань, на СБУ покладено боротьбу з корупцією та організованою злочинністю. Одним з державних органів, уповноважених працювати в цій сфері, є Головне управління по боротьбі з корупцією та організованою злочинністю СБУ (Департамент «К»). Завданнями Головного управління та підпорядкованих йому відділів у регіонах є:
- організація, здійснення та координація оперативно-розшукових заходів щодо злочинів у сферах державного управління, валютно-фінансової системи, органів влади, легалізації доходів, контрабанди, організованих злочинних угрупувань (а також наркоугруповань) та інших особливо складних злочинів;
- виявлення, попередження, локалізації та припинення діяльності міжрегіональних організованих злочинних угруповань, які використовують методи насильства;
- починати та проводити за дорученням прокурора області слідство у справах щодо корупції досудове розслідування поза загальною підслідністю.

### Антитерористичний центр при Службі безпеки України
Боротьба з тероризмом є однією з найважливіших завдань усіх спецслужб не тільки України, але й інших країн. У структурі СБУ існує Антитерористичний центр, до складу якого входять представники органів СБУ, МВС, СЗРУ, ДПСУ, Державної служби спеціального зв'язку та захисту інформації України, ДСНС, Генерального штабу Збройних Сил України та Міністерства оборони, Адміністрації Президента, Кабінету Міністрів України, міністерств і відомств. Завданнями Центру спеціальних операцій боротьби з тероризмом і захисту учасників кримінального судочинства СБУ є запобігання, у взаємодії з оперативними підрозділами СБУ, терористичних актів, злочинів, що мають насильницький характер і створюють загрозу національним інтересам України, і інших злочинів, розслідування яких віднесено до компетенції СБУ. У складі підрозділів Центру діють спеціалізовані загони парашутистів (група «Крило»), бойових плавців і водолазів, альпіністів, снайперів, кінологів (команда «К»), піротехніків, фахівців з радіозв'язку, психологів, що спеціалізуються на переговорах з терористами. Ці підрозділи більше відомі, як спеціальний підрозділ СБУ «А» (Альфа). Також Центр уповноважений, згідно з рішенням суду, забезпечувати силами спеціальних підрозділів безпеку учасників кримінального судочинства (суддів, потерпілих, свідків, прокурорів, слідчих, обвинувачених).

### Досудове слідство

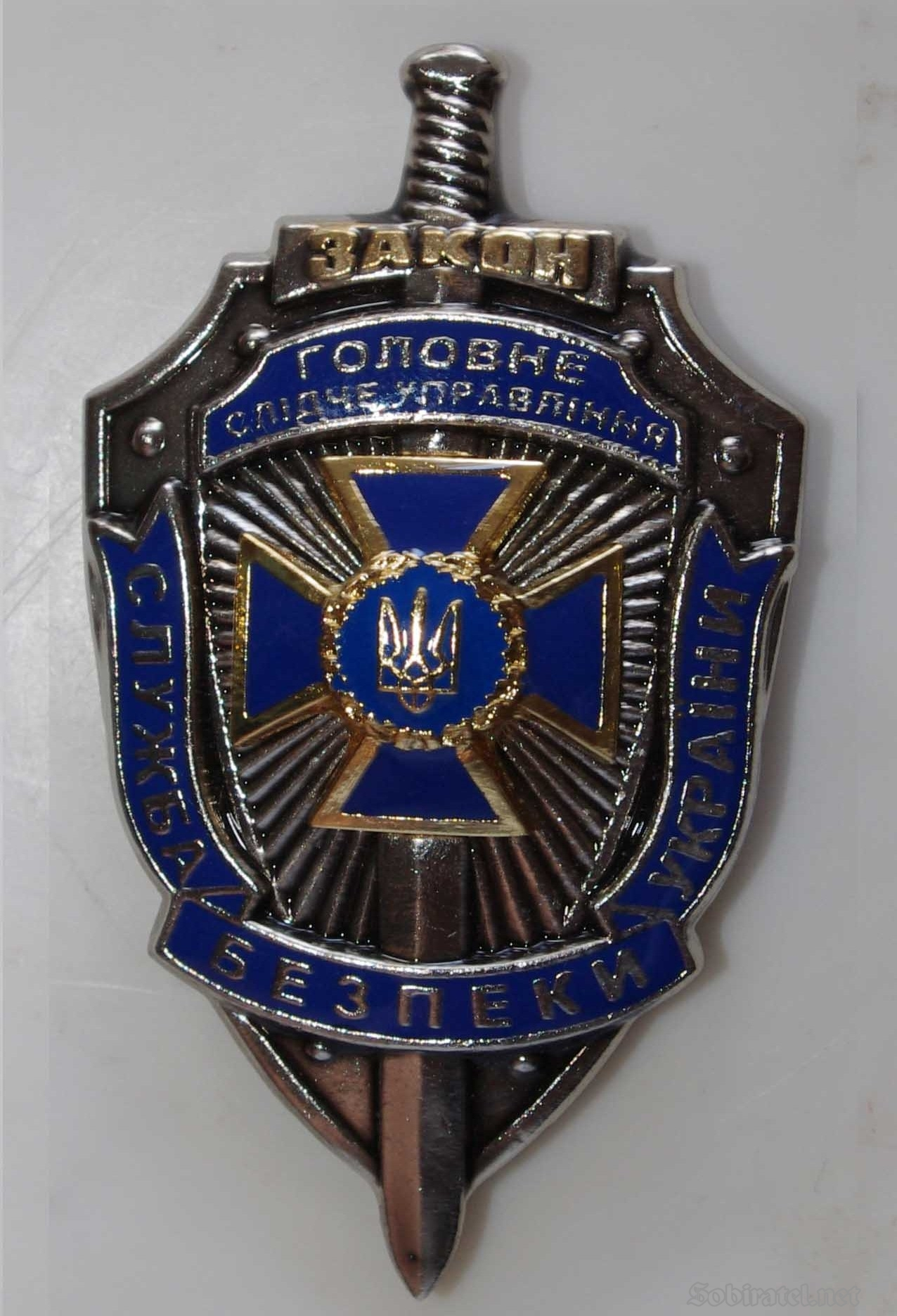
Символіка Головного слідчого управління СБУ

Завданнями слідчих органів СБУ є початок кримінальних проваджень відповідно до статей КК України, підслідних органам безпеки та проведення в їх рамках досудового розслідування у злочинах проти основ національної безпеки, контрабанди, злочинів проти громадської безпеки, злочинів у сфері охорони державної таємниці, недоторканності державних кордонів, злочинів проти миру, безпеки людства та міжнародного правопорядку.
Структура слідчих органів СБУ включає в себе Головне слідче управління і підлеглі йому Слідчі відділи (управління) регіональних органів Служби.
Кадри для слідчих органів і підрозділів СБУ готує Інститут підготовки юридичних кадрів для Служби безпеки України Національного юридичного університету імені Ярослава Мудрого. Військовослужбовцям, які проходять службу в слідчих органах СБУ, присвоюються звання юстиції.

### Контррозвідувальне забезпечення Збройних Сил України та інших військових формувань

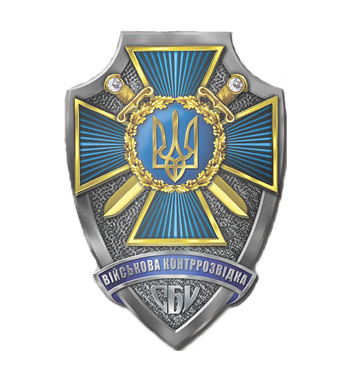
Символіка органів ВКР СБУ

Систему органів військової контррозвідки СБУ становлять Департамент військової контррозвідки, управління у регіонах, оперативні підрозділи контррозвідки в оперативних управліннях, регіональних та територіальних командуваннях (управліннях), військових частинах та підрозділах, органах Збройних Сил України, Національної гвардії України, Державної прикордонної служби та інших військових формувань. До основних напрямів діяльності органів військової контррозвідки СБУ належать:
- Контррозвідувальна діяльність, тобто діяльність органів безпеки у військах, спрямована на вирішення завдань щодо виявлення, попередження, припинення розвідувальної та іншої діяльності спеціальних служб і організацій іноземних держав, а також окремих осіб, що ставлять за мету завдання шкоди безпеці України, Збройним силам, іншим військовим формуванням, Державній прикордонній службі, а також їх органам управління;
- Боротьба зі злочинністю і терористичною діяльністю, яка передбачає для органів безпеки у військах рішення завдань щодо виявлення, попередження та припинення злочинів, віднесених до підслідності органів Служби безпеки України та слідчих підрозділів Прокуратури; виявлення, попередження та припинення терористичної і диверсійної діяльності, спрямованої проти Збройних сил України, інших військових формувань, Державної прикордонної служби, а також їх органів управління; організації та здійснення спільно з іншими державними органами боротьби з організованою злочинністю, корупцією, контрабандою, незаконним обігом зброї, боєприпасів, вибухових і отруйних речовин, наркотичних засобів і психотропних речовин, спеціальних технічних засобів, призначених для негласного отримання інформації, а також боротьбу з незаконними збройними формуваннями, злочинними групами, окремими особами та громадськими об'єднаннями, що ставлять своєю метою організацію збройного заколоту, насильницьку зміну конституційного ладу України, насильницьке захоплення або насильницьке утримання влади. Боротьбу зі злочинністю і терористичною діяльністю органи військової контррозвідки здійснюють шляхом проведення в межах своєї компетенції оперативно-розшукових заходів, дізнання;
- Адміністративно-правова діяльність, яка спрямована на вирішення завдань щодо забезпечення належного адміністративно-правового режиму, а саме: виявлення, попередження і припинення адміністративних правопорушень, збудження і/або розгляд справ по яких віднесено до відання органів Служби безпеки України; запобігання несанкціонованих дій з ядерним, хімічним, біологічним чи іншим зброєю великої вражаючої здатності, застосування якого викликає масові втрати і/або руйнування; участь у розробці та здійсненні заходів щодо захисту державної таємниці, а також здійснення контролю за забезпеченням збереження відомостей, що становлять державну таємницю, у Збройних силах, інших військових формуваннях та Державній прикордонній службі, а також їх органах управління; здійснення заходів, пов'язаних з допуском військовослужбовців і цивільного персоналу до державної таємниці; участь у вирішенні питань, що стосуються їх виїзду за межі України; участь у вирішенні питань режиму перебування іноземних громадян та осіб без громадянства на території України, відвідування ними військових об'єктів;
- Інформаційна діяльність органів військової контррозвідки, яка передбачає вирішення таких завдань: здійснення аналізу інформації про реальні та потенційні загрози безпеці Збройних сил, прогнозування тенденцій їх розвитку; отримання інформації та обмін інформацією на основі міжнародних договорів із правоохоронними органами, контррозвідувальних та розвідувальними службами іноземних держав; інформування органів військового управління та посадових осіб про виявлену діяльність спеціальних служб і організацій іноземних держав; про виявлення, попередження і припинення іншої протиправної діяльності, а також порушень встановлених вимог до забезпечення різних видів безпеки у Збройних Силах України, інших військових формуваннях та органах; участь в інформуванні військово-політичного керівництва країни, органів державної влади України, органів військового управління та посадових осіб про загрози безпеці України, Збройних сил, інших військових формувань, Державної прикордонної служби та їх органів управління, про передумови до виникнення надзвичайних ситуацій, а також в надання інших відомостей, необхідних для забезпечення оборони і безпеки держави.
- Органи військової контррозвідки СБУ також інформують органи військової прокуратури, органи, що здійснюють оперативно-розшукову діяльність, про виявлені факти протиправної діяльності, що належать до їхньої компетенції, тісно взаємодіють з військовими прокуратурами регіонів і гарнізонів Головним управлінням, Центральним управлінням у м. Києві і Київській області і зональними відділами Військової служби правопорядку у Збройних Силах України, в питаннях забезпечення безпеки військ, запобігання та розкриття злочинів.

### Архів
Усього у фондах Галузевого державного архіву Служби безпеки України (ГДА СБУ) — майже 180 тис. одиниць зберігання (томів), створених у радянський період.

## Центр авіації Служби безпеки України
22 березня 2024 року для виконання завдань, які стоять перед СБУ, Уряд створив бюджетну установу Центр авіації Служби безпеки України. Він буде залучатися до захисту суверенітету, конституційного ладу, територіальної цілісності, припинення і розкриття правопорушень проти миру і безпеки й для боротьби з тероризмом.
Особлива увага приділятиметься виконанню завдань в районах ведення бойових дій спільно зі Збройними Силами та іншими військовими формуваннями.
Наразі невідомо якими авіаційними засобами буде озброєний Центр, можна припустити, що передусім мова йде про транспортні гелікоптери для збільшення мобільності загонів спеціального призначення та про безпілотники різного призначення.

## Кадри

Нарукавний знак військовослужбовця СБУ

Кадри СБУ становлять співробітники-військовослужбовці; працівники, які уклали із Службою безпеки України трудовий договір; а також військовослужбовці строкової служби. Військовослужбовці СБУ поділяються на офіцерський, сержантський і старшинський та солдатський. Військовослужбовцям присвоюються військові звання. Восени 2014 року в штаті СБУ було 25 583 співробітники.

## Освіта
Підготовку та перепідготовку необхідних кадрів здійснює Національна академія Служби безпеки України.
Інститут підготовки юридичних кадрів для Служби безпеки України Національного юридичного університету імені Ярослава Мудрого — військовий навчальний підрозділ у складі вищого навчального закладу, який здійснює підготовку фахівців для потреб Служби безпеки України за освітніми ступенями бакалавра і магістра в галузі знань «Право» (шифр 08) спеціальності 081 «Право» (бакалавр, магістр) та 262 «Правоохоронна діяльність» (магістр) та підвищення кваліфікації співробітників СБУ. Освітньо-науковий заклад, який інтегрує підходи провідної правничої школи України, стандарти системи професійної військової підготовки країн-членів НАТО та спеціальну підготовку співробітника спецслужби. Запорукою високої якості освітнього процесу є поєднання найкращих традицій класичної юридичної освіти з досвідом сучасної практичної діяльності науково-педагогічного складу, а також розвинутої матеріальної бази.

## Забезпечення діяльності

### Забезпечення функцій досудового слідства
Служба безпеки України має у своїй структурі спеціально призначені місця для тримання осіб, підозрюваних у підготовці чи проведенні розвідувально-підривної, терористичної діяльності та вчиненні інших злочинів, розслідування яких віднесено до компетенції органів СБУ, осіб, які проникли на об'єкти та в місця, які охороняються органами і підрозділами СБУ. Ізолятори тимчасового тримання СБУ є структурними підрозділами Відділу забезпечення досудового слідства Центрального управління СБУ. Відділ має сектори забезпечення досудового слідства при регіональних органах СБУ. Крім того, сектор забезпечення досудового розслідування виконує завдання з конвоювання.

### Військово-медичне забезпечення
Військово-медичне управління СБУ є функціональним підрозділом Центрального управління СБУ, на яке покладено функції установи охорони здоров'я та надано повноваження з організації та управління охороною здоров'я в системі СБУ.
Начальником управління є перша в Україні жінка-генерал Шугалей Людмила Миколаївна.
Основними структурними підрозділами Військово-медичного управління СБУ є:
- Центральний госпіталь Служби безпеки України;
- Центральна поліклініка;
- Центральна військово-лікарська комісія;
- Військово-медичні служби регіональних органів СБУ в 23 областях України;
- Військово-медичні служби в 2-х центральних підрозділах СБУ;
- Військово-медичні служби в навчальних закладах та підрозділах СБУ;
- Лікарні відновного лікування з місцями дислокації смт Ворзель та м. Бровари Київської області;
- Оздоровчий табір «Маяк», (м. Бердянськ);
- Санаторій «Одеса»;
- Санаторій «Трускавець»;
- Дитячий оздоровчий табір «Лісовий» (смт. Ворзель).

### Господарське та військово-технічне забезпечення
У системі СБУ питаннями господарського та військово-технічного забезпечення опікується Департамент господарського забезпечення Центрального управління.
Йому підпорядковані різноманітні підрозділи тилу — речового, продовольчого, технічного забезпечення, автомобільного транспорту, служби озброєння, відповідні бази і склади. У коло обов'язків ДГЗ входить забезпечення органів та підрозділів СБУ військовою і спеціальною технікою, обмундируванням, засобами захисту, відповідними видами озброєння та боєприпасів.
Також ДГЗ СБУ підпорядковані відомчі їдальні, готелі, магазини; заклади дошкільної освіти для дітей співробітників Служби; будинки культури СБУ.
До департаменту належить Державне підприємство «Підсобне господарство Служби Безпеки України» (Київська область, Фастівський район, с. Мархалівка).

## Реформування
На момент здобуття незалежності Україні перейшла уся чисельна та потужна система органів державної безпеки, що перебувала у підпорядкуванні колишньої КДБ УРСР. На відміну від нинішньої організаційно-штатної структури СБУ, упродовж 1991—2007 рр. у складі Служби безпеки перебували:
- органи державної охорони вищих посадових осіб (до 1998 р.), на їх основі створено Управління державної охорони України
- органи та підрозділи зовнішньої розвідки з військовими частинами радіоелектронної розвідки (до 2005 р.), на їх основі створена Служба зовнішньої розвідки України
- органи та підрозділи спеціальних телекомунікаційних систем і захисту інформації з підпорядкованими військами урядового зв'язку (до 2007 р.), на їх основі створена Державна служба спеціального зв'язку та захисту інформації України

## Участь у російсько-українській війні з 2014 року
Справжні бойові випробування очікували співробітників СБУ на початку 2014 р., коли Україна зазнала збройного нападу з боку Росії.
Ворожі дії Росії по захопленню Криму і частини Донбасу навесні 2014 р. були заздалегідь добре підготовлені і з ряду причин не зустріли належного опору з боку українських силових і владних структур: російські спецслужби організовували у містах Сходу України чисельні проросійські мітинги, які часто переростали у масові заворушення з блокуванням і захопленням державних установ і військових об'єктів. У той же час місцеві керівники були дезорієнтовані подіями у Києві, знаходились під впливом антиукраїнської московської пропаганди, а в деяких випадках були завербовані ворогом (особливо у Криму, де всього 213 співробітників з 2 300 виїхали після захоплення півострова на неокуповану територію України); СБУ напередодні цих подій очолював ставленик Президента В.Януковича Олександр Якименко — громадянин Росії із сумнівною біографією.
Станом на жовтень 2018 внаслідок агресії Росії проти нашої країни загинуло 27 співробітників СБУ, ще 128 співробітників отримали поранення. За мужність і героїзм під час проведення АТО та ООС 227 співробітників української спецслужби нагороджені державними нагородами.
І саме боєць «Альфи» капітан СБУ Геннадій Біліченко став першою жертвою російської кулі на Донбасі, коли українські силовики потрапили у ворожу засідку під Слов'янськом 13 квітня 2014 р.
Наступним російська зброя забрала життя Олександра Аніщенка, заступника командира підрозділу «Альфа» в Сумській області. Він загинув також поблизу м. Слов'янська 05.05.2014 р. від вибуху гранати, коли виносив з поля бою побратима.
Резонансним було вбивство шляхом підриву в автомобілі 31 березня 2017 р. у м. Маріуполі контррозвідника, полковника СБУ Олександра Хараберюша.
У числі останніх загиблих (26.05.2018 р.) — двоє військовослужбовців ЦСО «А»: полковник Руслан Муляр та прапорщик Юрій Журавльов. Загинули в Луганській області біля с. Кримське, потрапивши під артилерійський обстріл. Ще один співробітник був при цьому важко поранений.
За 5 років СБУ запобігла 300 терактам, вилучила 960 тис. вибухових пристроїв. Окрім того, на рахунку СБУ лише за минулий рік — припинення діяльності кількох агентурних мереж, що були створені російською військовою розвідкою, установлено понад 150 членів терористичних організацій «ДНР/ЛНР», більше третини з яких затримано.

## Будівлі в центрі Києва
Штаб-квартира СБУ займає в центрі Києва цілий квартал між Володимирською, Ірининською, Паторжинського, Малопідвальною.
Головна будівля СБУ розташована на Володимирській вулиці, будинок 33 — у тому самому будинку, де до здобуття незалежності розміщувався КДБ УРСР.
Приміщення побудоване в 1913—1914 рр. як Земська губернська управа на розі двох вулиць — Ірининської та Володимирської, на місці, де була Ірининська церква 11-го століття.
У 1934—1938 у будівлі знаходилося ЦК КП(б)У. Після переїзду ЦК на Михайлівську площу будівля була передана органам держбезпеки.
Тут розташовувалася штаб-квартира НКВС УРСР. Під час окупації Києва військами Третього Рейху тут діяло управління німецької Таємної державної поліції.
Всередині «кварталу СБУ» є будівлі управлінь і департаментів, дворики і провулочки, як у маленькому місті. На території працює кафе і кілька магазинів — продуктово-господарський і овочевий. Старі будівлі чергуються з новими. Колись тут у дворі була внутрішня в'язниця КДБ/СБУ, після перепланування та ремонту тут розмістилися приміщення Департаменту господарського забезпечення та спортзал. У внутрішніх підвалах головної будівлі також в радянські часи знаходилися камери для утримання підслідних.
Слідчою в'язницею СБУ республіканського (центрального підпорядкування) став ізолятор тимчасового тримання в комплексі будівель Головного управління СБУ у місті Києві та Київській області на Печерську (Аскольдів провулок, 3-б).
В'їзд і виїзд автомобілів на територію здійснюється через один діючий КПП, але є ще три законсервованих в'їзди.
Через дорогу від містечка, на Малопідвальній, 29, розташовані Головне управління «К» і Департамент оперативно-технічних заходів. По другий бік, на вул. Ірининській, розміщені готель і їдальня з буфетом на два зали на двох поверхах. У двоповерховій будівлі на Володимирській, 35, що примикає до головного будинку і виходить фасадом на вулицю, міститься комендатура Служби охорони при апараті голови СБУ.

## Галерея

СБУ в день Незалежності України (2014)
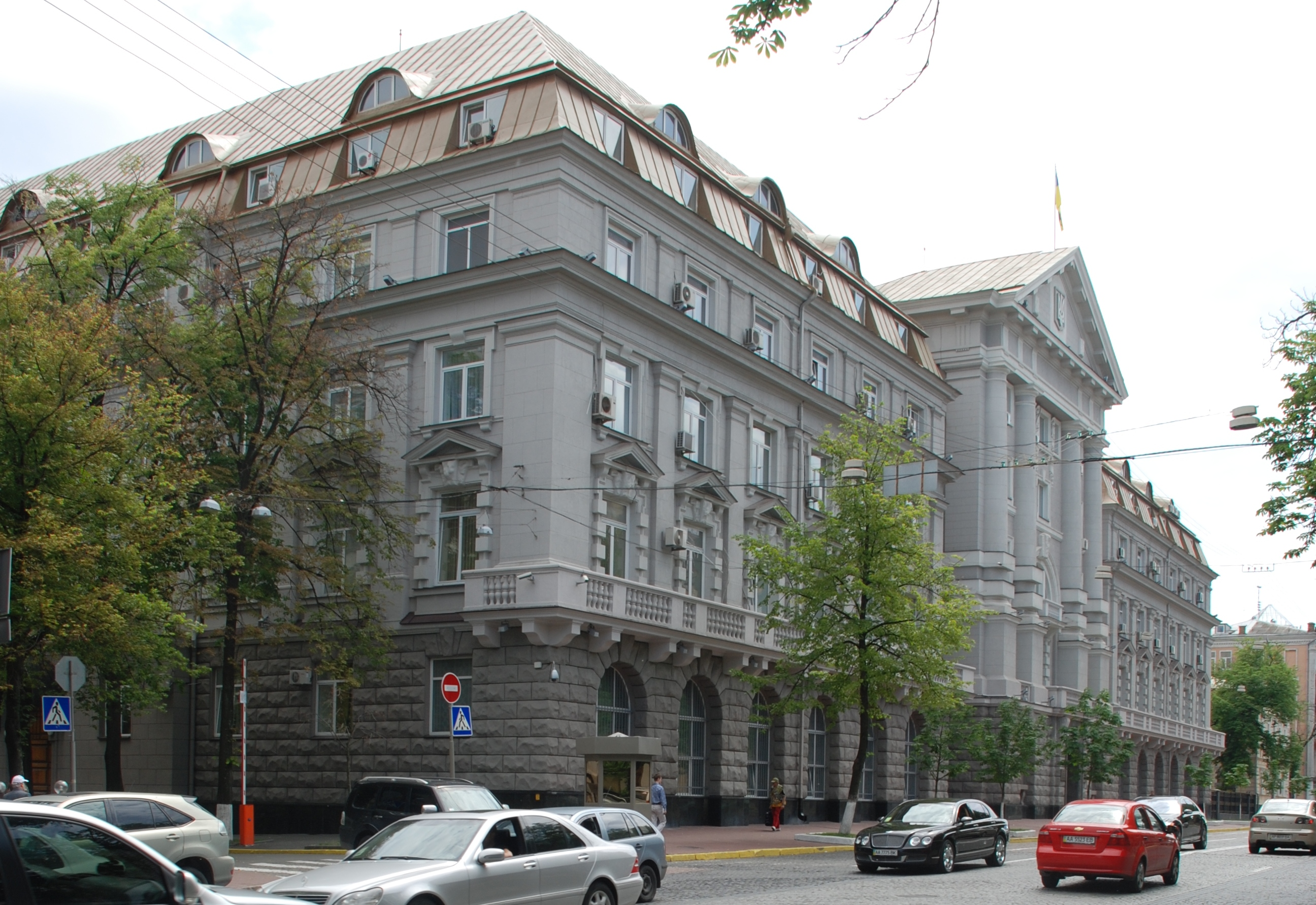
Головна будівля СБУ
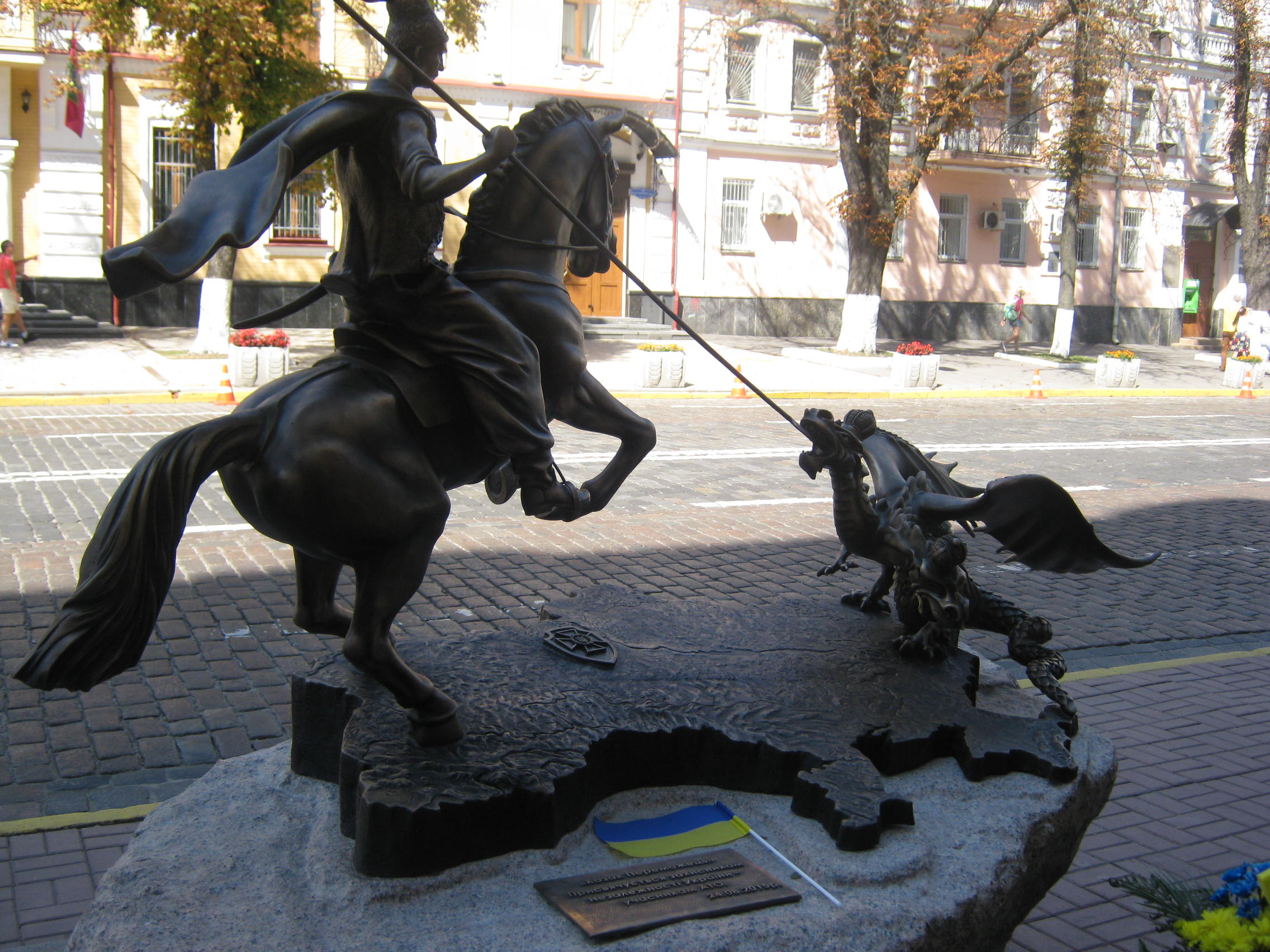
Пам'ятний знак біля головної будівлі

## Керівництво
Вище керівництво СБУ складається з Голови Служби; двох перших заступників, у тому числі першого заступника — Начальника Головного управління по боротьбі з корупцією та організованою злочинністю Центрального управління СБУ і чотирьох заступників.

### Голова Служби
- 06.11.1991—12.07.1994: генерал армії Марчук Євген Кирилович
- 12.07.1994—03.07.1995: генерал-полковник Маліков Валерій Васильович
- 03.07.1995—22.04.1998: генерал армії Радченко Володимир Іванович
- 22.04.1998—10.02.2001: генерал армії Деркач Леонід Васильович
- 10.02.2001—02.09.2003: генерал армії Радченко Володимир Іванович
- 02.09.2003—04.09.2003: т.в.о. генерал армії Радченко Володимир Іванович
- 04.09.2003—04.02.2005: генерал-полковник Смешко Ігор Петрович
- 04.02.2005—08.09.2005: Турчинов Олександр Валентинович
- 08.09.2005—22.12.2006: генерал армії Дріжчаний Ігор Васильович
- 22.12.2006—06.03.2009: т.в.о. Наливайченко Валентин Олександрович
- 06.03.2009—11.03.2010: Наливайченко Валентин Олександрович
- 11.03.2010—18.01.2012: генерал армії Хорошковський Валерій Іванович
- 03.02.2012—09.01.2013: генерал-полковник Калінін Ігор Олександрович
- 09.01.2013—24.02.2014: генерал-майор Якименко Олександр Григорович

* 24.02.2014—18.06.2015: Наливайченко Валентин Олександрович
- 18.06.2015—29.08.2019: генерал армії Грицак Василь Сергійович
- 29.08.2019—19.07.2022: лейтенант Баканов Іван Геннадійович
- 18.07.2022—07.02.2023: т.в.о. генерал-майор Малюк Василь Васильович
- з 07.02.2023: генерал-лейтенант Малюк Василь Васильович[1]

## Критика

### Права людини
Українська Гельсінська спілка з прав людини вважає Службу безпеки України головним порушником прав людини.
Існують підозри щодо існування підконтрольних СБУ незаконних місць позбавлення волі, у яких застосовуються тортури. Також є свідчення застосування позасудової страти в одному з таких місць. В ООН заявляють про небажання влади розслідувати заяви про застосування тортур.
Міжнародні правозахисні організації Amnesty International та Human Rights Watch стверджують, що СБУ незаконно затримувало цивільних осіб.

### Окупація Криму
Після окупації Криму Росією півострів покинули лише 10 % (215 із 2,3 тис.) співробітників СБУ. «90% співробітників СБУ — це були або агенти ФСБ, або ті, хто „співчував“ Росії», — заявив з цього приводу Сергій Пашинський. Колишні працівники СБУ, які перейшли на роботу до ФСБ, безпосередньо залучені до переслідування кримських татар на окупованому півострові.

### Інше
Існують повідомлення про випадки зникнення цінних речей після обшуків СБУ.
У грудні 2023 року СБУ організувала незаконне стеження за журналістами Bihus.Info.

## Відзнаки та нагороди

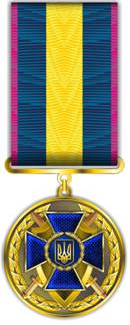
25 років сумлінної служби
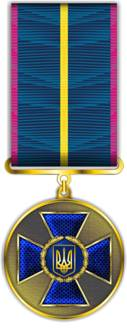
20 років сумлінної служби
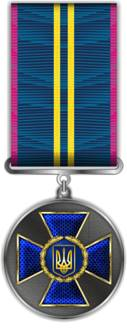
15 років сумлінної служби
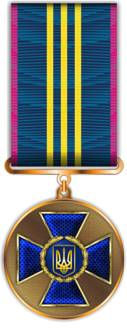
10 років сумлінної служби